# Hockey Roller Club Monza 2021-2022
Questa voce raccoglie le informazioni riguardanti l'Hockey Roller Club Monza nelle competizioni ufficiali della stagione 2021-2022.

## Maglie e sponsor
Lo sponsor ufficiale per la stagione 2021-2022 è TeamServiceCar.
| 1ª divisa | 2ª divisa |

## Organigramma societario
- Presidente: Andrea Brambilla
- Vicepresidente: Franco Girardelli
- Direttore sportivo: Franco Girardelli
- Responsabile comunicazione: Paolo Virdi

## Organico

### Giocatori
| N° | Naz.                 | Ruolo | Sportivo             |  |  |  |
| -- | -------------------- | ----- | -------------------- |  |  |  |
| 1  | Italia (bandiera)    | P     | Alessandro Ferronato |  |  |  |
| 3  | Italia (bandiera)    | E     | Pietro Lazzarotto    |  |  |  |
| 4  | Italia (bandiera)    | E     | Davide Nadini        |  |  |  |
| 6  | Italia (bandiera)    | E     | Giuseppe Olivieri    |  |  |  |
| 7  | Italia (bandiera)    | E     | Matteo Galimberti    |  |  |  |
| 8  | Italia (bandiera)    | E     | Edoardo Lanaro       |  |  |  |
| 9  | Argentina (bandiera) | E     | Julian Tamborindegui |  |  |  |
| 10 | Spagna (bandiera)    | P     | Francesc Compor      |  |  |  |
| 17 | Italia (bandiera)    | E     | Marco Ardit          |  |  |  |
| 66 | Spagna (bandiera)    | E     | Sergi Torné Piñol    |  |  |  |

### Staff tecnico
- Allenatore:  Tommaso Colamaria
- Meccanico:  Antonio Piazza